# كاوس (أسطورة)
كاوس هي الربة الأولية للكون في الأساطير الإغريقية، وهي الربة التي تجسد المكان غير المحدد والمادة التي لا شكل لها والتي سبقت كل خلق وكل خليقة وكل ما هو معروف، كاوس كلمة إغريقية قديمة تكتب (χάος) وتلفظ ‎['kha.os]‏.
و كاوس بالإغريقية القديمة معناها الفراغ والظلام اللذان بلا حدود ويمكن أن يتم ترجمة معنى الكلمة أيضاً بأنها الفراغ العشوائي الأولي للكون أو ما يسمى أيضا السديم الكوني الأولي.
و بحسب الأساطير الإغريقية القديمة فإن كاوس هي الربة الأولية التي أتت منها بقية الأرباب الأولية والذين يدعون أيضاً بأرباب الخلق الأولى وهي تدل على كل ما كان موجوداً قبل خلق الكون، وهكذا تكون كاوس هي الكتلة الأولية لهذا الكون المؤلفة من عناصر الطبيعة الأربعة النار والهواء والماء والتراب، والتي تبعثرت وتناثرت بكل الاتجاهات قبل أن تهدأ وتستقر.

## كاوس في الميثولوجيا

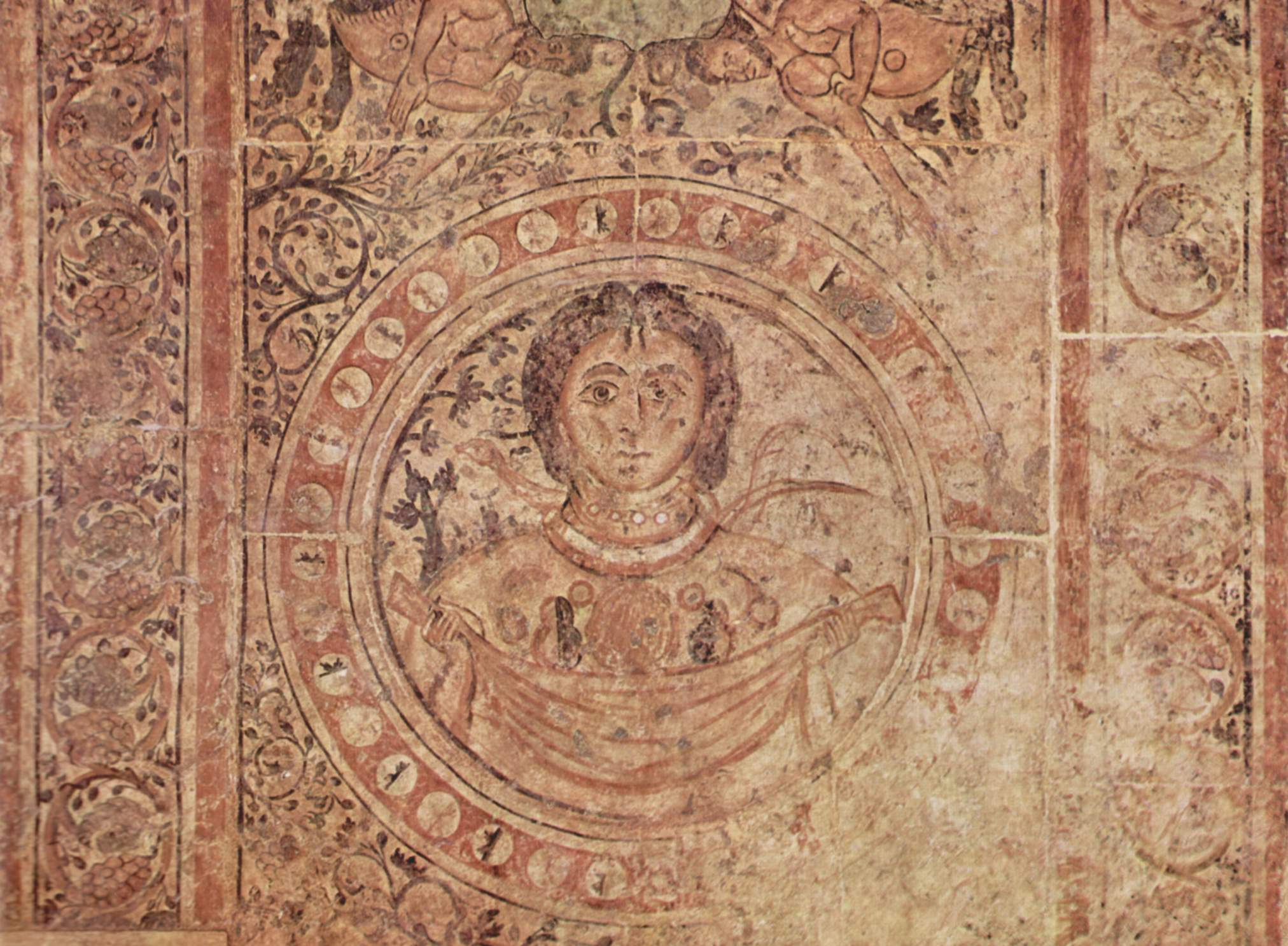
رسام عربي

وصف الشاعر هسيودوس (Ησίοδος) الربة كاوس بأنها الحالة الأولية لهذه الخليقة فهي اللاشيء الذي بدأت تظهر منه الأشياء، كانت البداية ومنها أتت الخليقة تباعا فهي فجوة الظلام الدامس والسواد المطلق الذي ظهرت منه ربة الأرض «غايا (Γαία)» وربة ظلام الليل «نيكس (Νύξ)» ورب الظلام في العالم السفلي «إيريبوس (ἔρεβος)» ورب العالم السفلي «تارتاروس (Τάρταρος)» ورب الشهوة والحب الشغوف «إيروس (ἔρως)».
أما الشاعر أوفيديوس (Οβίδιος) فقد وصف الربة كاوس بأنها المادة الخام المنفجرة التي لا حياة فيها وهي الربة التي لا حدود لها ولا تكوين، إنها عبارة عن مجموعة بذور متضاربة تعمها الفوضى العادلة. وهي القاع الذي لا نهاية لعمقه وكل ما يقع فيها يكون منجرفا إلى ما لا نهاية هي نقيض الأرض «غايا (Γαία)» المنبثقة منها، هي المكان الذي لا اتجاه محتمل فيه، إن وقع فيها شيء تناثر بكل الاتجاهات، وهي الفضاء القاسم والفاصل ما بين السماء والأرض بعد انفصالهما عن بعضهم البعض.